# Grande migration afro-américaine
La Grande migration afro-américaine est le mouvement qui a conduit six millions d'Afro-Américains du Sud des États-Unis vers le Midwest, le Nord-Est et l'Ouest de 1910 à 1970. Les estimations du nombre de migrants varient selon les repères temporels choisis. Les Afro-Américains émigraient pour échapper au racisme et essayer de trouver du travail dans les villes industrielles. Certains historiens font une distinction entre la Première Grande Migration (de 1910 à 1940), et qui a porté sur environ 1,6 million de migrants, et la Seconde Grande migration, de 1940 à 1970.
La Seconde Grande Migration a vu le déplacement de cinq millions ou plus de personnes vers de nouvelles destinations. Un grand nombre est allé du Texas et de la Louisiane vers la Californie où l'industrie de la Défense offrait des emplois. De 1965-70, quatorze États du Sud, surtout l'Alabama, la Louisiane et le Mississippi, ont contribué à une forte migration nette des Noirs vers trois autres secteurs statistiques des États-Unis. À la fin de la Seconde Grande Migration les Afro-Américains étaient devenus une population urbaine : plus de 80 % vivaient dans les villes. Seulement 53 % étaient restés dans le Sud des États-Unis, tandis que 40 % vivaient dans le Nord et les États du Centre-Nord et 7 % dans l'Ouest.
Depuis lors, les chercheurs ont noté un renversement de la migration, qui s'est renforcé au cours des 35 dernières années du XXe siècle. C'est ce qu'on appelle la Nouvelle Grande Migration et elle apparaît de façon visible dans l'évolution démographique depuis 1965. La plupart des données étudient la période de 1963 à 2000. Les données englobent le mouvement de retour vers le Sud des Afro-Américains à la suite de la désindustrialisation dans les villes du Nord et du Midwest, la croissance des emplois bien rémunérés dans le Sud, et l'amélioration des relations interraciales. Beaucoup sont revenus aussi en raison de liens familiaux. En 1995-2000, c'est la Géorgie, le Texas et le Maryland qui ont attiré le plus de diplômés universitaires noirs. La Californie, au contraire, qui avait enregistré pendant des décennies un bilan positif d'immigrants noirs, a perdu à la fin des années 1990 plus d'Afro-Américains qu'elle n'en a gagné.

## Causes

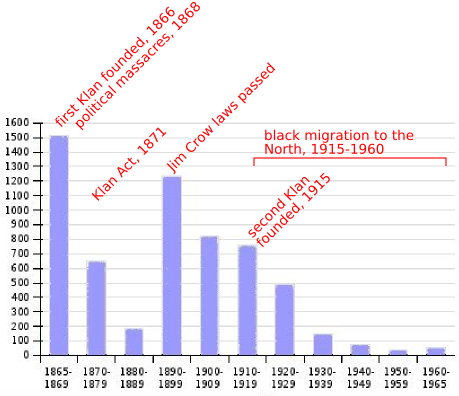
Nombre de lynchages et de meurtres raciaux aux États-Unis par décennie entre 1865 et 1965.

Quand fut signée la Proclamation d'émancipation, en 1863, moins de 8 % de la population afro-américaine vivait dans les États du Nord ou du Midwest américain. En 1900, environ 90 % des Noirs résidaient dans les anciens États esclavagistes. La plupart des Afro-Américains émigrèrent vers New York, Philadelphie, Boston, Buffalo, Baltimore, Minneapolis, Détroit, Chicago, Milwaukee, Kansas City, Columbus, Saint-Louis, Pittsburgh, Cincinnati, Cleveland et Indianapolis, ainsi que vers de nombreuses petites villes industrielles comme Gary, Dayton, Toledo, Youngstown, Peoria, Muskegon, Omaha, Newark, Flint et Albany. Ces gens avaient tendance à prendre le billet de chemin de fer le moins cher possible. Il s'ensuivit, par exemple, que nombre d'entre eux passèrent directement du Mississippi à Chicago en remontant vers le nord, de l'Alabama à Cleveland et à Détroit, et de la Louisiane à la Californie. 
Entre 1910 et 1930, la population afro-américaine s'accrut d'environ 40 % dans les États du Nord, principalement dans les grandes villes. Des villes comme Chicago, Détroit, New York et Cleveland connurent quelques-unes des plus fortes hausses dans la première partie du siècle. Du fait que cette évolution se concentrait dans les villes, les tensions urbaines augmentèrent à mesure que les Afro-Américains et les immigrants européens nouveaux ou récents, groupes qui tous les deux étaient issus de sociétés rurales, entraient en concurrence pour les emplois et le logement avec la classe ouvrière blanche d'origine. Les tensions étaient souvent les plus vives entre les Irlandais ethniques, soucieux de défendre leurs positions, et les immigrants récents et les noirs.
Les Afro-Américains migraient individuellement ou en petits groupes familiaux. Ils ne recevaient aucune aide du gouvernement, mais souvent les industries du Nord, comme les chemins de fer, le conditionnement de la viande et l'élevage du bétail, avaient besoin de main-d'œuvre. Le principal facteur de la migration était le climat raciste dans le Sud et la violence généralisée qui se manifestait par des lynchages. Dans le Nord, on pouvait trouver de meilleures écoles et les hommes adultes avaient le droit de vote (ainsi que les femmes après 1920). L'essor des industries montrait qu'il y avait possibilité de trouver des emplois.
1. Les Afro-Américains partaient pour échapper à la discrimination et à la ségrégation raciale des constitutions de la fin du XIXe siècle et des lois Jim Crow.
2. Les ravages du charançon du cotonnier dans le Sud à la fin des années 1910 contraignirent de nombreux métayers et ouvriers agricoles à chercher d'autres possibilités de travail.
3. L'énorme expansion des industries de guerre créa pour les noirs des possibilités d'emploi, non dans les usines, mais dans les postes laissés vacants par les ouvriers appelés à y travailler.
4. La Première Guerre mondiale et la loi d'immigration Johnson-Reed de 1924 mirent brutalement un terme à l'afflux d'immigrants européens vers les centres industriels qui apparaissaient au Nord-Est et dans le Middle West, ce qui provoqua une pénurie de main-d'œuvre dans les usines.
5. La crue du Mississippi de 1927 entraîna le déplacement de centaines de milliers d'agriculteurs et de travailleurs agricoles afro-américains.

## Effets

### Les changements démographiques
La Grande Migration des Afro-Américains a créé les premières grandes communautés noires urbaines dans le Nord. On estime traditionnellement à 400 000 le nombre de ceux qui ont quitté le Sud pendant la période de deux années allant de 1916 à 1918, pour profiter de la pénurie de main-d'œuvre qu'avait créée la Première Guerre mondiale. C'est à cette époque que se sont forgées les cultures du XXe siècle dans un grand nombre de villes modernes des États-Unis.
En 1910, la population afro-américaine de Détroit était de 6 000. Dès le début de la Grande Dépression en 1929, ce chiffre était monté à 120 000.
En 1900, Chicago avait une population totale de 1 698 575 habitants. En 1920 elle avait augmenté de plus d'un million d'habitants. Au cours de la deuxième vague de la Grande Migration (de 1940-1960), la population afro-américaine dans la ville est passée de 278 000 à 813 000. Le South Side était considéré comme la capitale noire de l'Amérique.
L'arrivée massive d'Afro-Américains en Ohio, en particulier à Cleveland, a profondément modifié la démographie de l'État et de Cleveland. Avant la grande migration, on estimait que de 1,1 à 1,6 % de la population de Cleveland était afro-américaine. En 1920, la proportion était de 4,3 %, et elle a continué à augmenter pendant les vingt années suivantes de la Grande Migration.
D'autres villes, comme Saint-Louis, Baltimore, Philadelphie et New York, ont également connu des poussées dans leur population afro-américaine.
Dans le Sud, le départ de centaines de milliers d'Afro-Américains a fait au contraire baisser le pourcentage de la population noire dans la plupart des États. Dans le Mississippi, par exemple, les noirs sont passés d'environ 56 % de la population en 1910 à environ 37 % en 1970 et en Caroline du Sud, leur proportion a décru d'environ 55 % en 1910 à environ 30 % en 1970.

### Discrimination et conditions de travail
Alors que la Grande Migration aidait les Afro-Américains instruits à obtenir des emplois, permettant à terme de mesurer la mobilité sociale, les migrants se heurtaient à des discriminations importantes. Du fait qu'un si grand nombre de personnes avaient migré dans un laps de temps assez bref, les migrants afro-américains se heurtaient souvent au ressentiment de la classe ouvrière américaine d'origine européenne, craignant que ses salaires ou la sécurité de ses emplois fût menacée par l'afflux de nouveaux travailleurs qui lui ferait concurrence. Les plus craintifs ou les plus hostiles étaient parfois les derniers en date des immigrants du XIXe siècle et les nouveaux immigrants du XXe siècle. Dans de nombreuses villes, la classe ouvrière a essayé de défendre ce qu'elle considérait comme « son » territoire.
Néanmoins, les Afro-Américains ont pu gagner suffisamment d'argent dans les emplois industriels, en particulier dans la sidérurgie, l'automobile, la construction navale et les industries de préparation de la viande. Entre 1910 et 1920, le nombre de noirs employés dans l'industrie a presque doublé passant de 500 000 à 901 000. Après la Grande Dépression, de nouveaux progrès ont été réalisés après que les travailleurs dans la sidérurgie et les industries de conditionnement de la viande se furent organisés en syndicats dans les années 1930 et 1940, sous l'égide du Congrès des organisations industrielles (CIO) qui était interracial. Les unions syndicales ont mis fin à la ségrégation dans un grand nombre d'emplois, et les Afro-Américains ont commencé leur ascension vers des emplois plus qualifiés et des postes d'encadrement et de maîtrise.
Les migrants ont découvert la discrimination raciale dans le Nord, même si elle se présentait parfois de façon plus subtile que dans le Sud. La population avait augmenté si rapidement tant chez les migrants afro-américains que chez les nouveaux immigrants venant d'Europe, qu'il y avait pénurie de logements, et les nouveaux groupes devaient rivaliser, même pour obtenir les logements les plus anciens, délabrés la plupart du temps. Les groupes ethniques se créaient des territoires qu'ils défendaient contre le changement. Souvent la discrimination forçait les Afro-Américains à rester dans les quartiers surpeuplés, comme à Chicago. Dans les villes, les populations plus à l'aise avaient tendance à se déplacer vers de nouveaux logements qui se développaient dans la périphérie. Les refus de prêts et les discriminations liées à l'habitat limitaient pour les Afro-Américains arrivés le plus récemment la possibilité de choisir leur propre logement, ou de l'obtenir à un prix raisonnable. À long terme, le National Housing Act de 1934 a même contribué à limiter la disponibilité des prêts dans les zones urbaines, en particulier celles habitées par les Afro-Américains.

## Entre intégration et non-intégration
Pour de nombreux Afro-Américains cette période a marqué un profond changement dans le mode de vie : de travailleurs ruraux ils sont devenus ouvriers des industries installées dans les villes. La migration a donc eu pour eux un double effet : d'une part ils se sont intégrés de plus en plus dans la société, d'autre part le fait de vivre et de travailler en contact plus étroit avec les Américains d'origine européenne n'a cessé d'élargir le fossé qui existait entre eux.
De fait, lors de la migration, les migrants se heurtaient souvent à des discriminations dans l'habitat car les propriétaires de race blanche et les agents immobiliers essayaient de les empêcher d'acheter des maisons ou de louer des appartements dans les quartiers blancs. En outre, quand des noirs allaient s'installer dans de tels quartiers, il arrivait souvent que les blancs réagissent violemment contre ces nouveaux voisins, par exemple avec une foule en émeute qui venait devant leurs domiciles, et qui allait jusqu'au jet de pierres et même jusqu'à l'assassinat. Ces tendances ont contribué à maintenir la "fracture raciale" dans le Nord et peut-être même à l'accentuer. Dans des villes comme Chicago et Omaha, le boom immobilier d'après-guerre a développé la création de banlieues réservées aux populations blanches. Le résultat est qu'à la fin des années 1950 et 1960, les Afro-Américains se sont retrouvés hyper-urbanisés et concentrés de façon beaucoup plus dense que les autres groupes dans les quartiers défavorisés.
Du fait que les migrants afro-américains avaient conservé un grand nombre de traits culturels et linguistiques du Sud, ces différences de culture ont créé chez ceux qui les avaient précédés dans les villes le sentiment qu'ils étaient des étrangers. Les stéréotypes attribués aux noirs au cours cette période et pendant les générations remontent souvent aux traditions culturelles rurales des migrants afro-américains, qui s'opposaient à l'environnement urbain dans lequel ils résidaient.